# Rotunden
Rotunden var en rotunde i Prater, Wien, der blev opført i anledningen af verdensudstillingen 1873. Bygningen brændte ned den 17. november 1937.
Konstruktionen er cirkelrund med en diameter på 108 m og en højde på 84 m. Den blev designet af den østrigske arkitekt Karl von Hasenauer og bygget af det tyske firma Johann Caspar Harkort fra Duisburg. Trods hård kritik fra professionelle blev den centrale bygning i verdensudstillingen entusiastisk accepteret af publikum.
48°12′44″N 16°24′34″Ø / 48.21222°N 16.40944°Ø